# Kinhorn
Le Kinhorn est un sommet des Alpes valaisannes, en Suisse, situé dans le canton du Valais, qui culmine à 3 750 m d'altitude.
Dominé à l'est par le Täschhorn et au nord-est par le Dom, le Kinhorn surplombe la vallée de Zermatt et le village de Täsch à l'ouest.